# Helmut Schmidt-Vogt
Helmut Schmidt-Vogt (* 8. Januar 1918 in Burggrub (Stockheim) als Helmut Schmidt; † 5. Dezember 2008 in Merzhausen) war ein deutscher Forstpraktiker und Forstwissenschaftler. Der  Wissenschaftler lehrte und forschte als Professor für Waldbau an der Universität Freiburg im Breisgau und galt als Spezialist für die Gemeine Fichte, über die er ein umfangreiches Standardwerk veröffentlichte.

## Leben und Wirken
Helmut Schmidt-Vogt wurde als Sohn des Pfarrers Johannes Schmidt und dessen Frau Hanna Luise, geb. Vogt, in Bruggrub bei Kronach geboren. Nach der Schulzeit und dem Abitur 1937 am Humanistischen Gymnasium in Augsburg absolvierte Helmut Schmidt-Vogt zunächst Reichsarbeits- und Wehrdienst, bevor er im Zweiten Weltkrieg zur Wehrmacht eingezogen wurde. Bei seinen Kriegseinsätzen erlitt er viermal schwere Verwundungen. Daher konnte er von 1941 bis 1945 als Schwerkriegsbeschädigter mit Unterbrechungen sein Studium der Forstwissenschaften an der Ludwig-Maximilians-Universität München absolvieren. Im Jahr 1945 heiratete er. Aus der Ehe mit Hilde, geborene Baumgärtner, gingen zwei Kinder hervor.
Nach dem Studienabschluss als Diplom-Forstwirt folgte ab 1945 das Referendariat in der Bayerischen Staatsforstverwaltung. Bereits während seiner Referendarzeit leitete Helmut Schmidt-Vogt als „Geschäftsführer“ die Forstämter Sachsenried und Denklingen. 1947 legte er die Große Forstliche Staatsprüfung (Staatsexamen) ab.
Anschließend war er bis 1948 zunächst bei der Oberforstdirektion Augsburg tätig und arbeitete dann bis 1955 im Referat für Waldbau und Forsteinrichtung der Ministerialforstabteilung des Bayerischen Staatsministeriums für Ernährung, Landwirtschaft und Forsten in München. 1950 wurde er ebenfalls in München bei Ernst Rohmeder mit der Dissertationsschrift Die Verzweigungstypen der Fichte und ihre Bedeutung für die forstliche Pflanzenzüchtung zum Dr. oec. publ. promoviert. Die Baumart Fichte hat ihn seither sein ganzes Leben hindurch beschäftigt.
Im Jahr 1956 erhielt Schmidt-Vogt die Leitung des oberbayerischen Forstamtes Teisendorf übertragen, dem er bis 1964 vorstand. Zugleich war er auch Leiter der Staatsklenge und des Großpflanzgartens Laufen. Die bei der Betreuung dieser Einrichtungen gewonnenen Erfahrungen nutzte Schmidt-Vogt für sein Buch Die Gütebeurteilung von Forstpflanzen. Die Entwicklung von Forstpflanzen in Abhängigkeit von Erbgut und Umwelt und die Möglichkeiten einer Gütebeurteilung (1961). Mit diesem Thema habilitierte er sich 1962 bei seinem Doktorvater Rohmeder an der Universität München zum Privatdozenten. Gleichzeitig legte er mit dieser Arbeit die Grundlage für seine spätere Mitwirkung bei der Erarbeitung der EWG-Normen für die äußere Beschaffenheit von forstlichem Vermehrungsgut.
Die hohe Wertschätzung, die Schmidt-Vogt in der forstlichen Fachwelt genoss, äußerte sich auch darin, dass er 1964 eine Berufung auf den Lehrstuhl für Waldbau an die Naturwissenschaftlich-Mathematische Fakultät der Albert-Ludwigs-Universität Freiburg erhielt. Dort beschäftigte er sich weiter vorrangig mit der morphologischen und physiologischen Qualität von Forstpflanzen sowie der Naturverjüngung im Bergmischwald. Den Lehrstuhl samt der Leitung des zugehörigen Waldbau-Instituts hatte er bis zur Emeritierung 1986 inne. Zu seinem Nachfolger wurde Jürgen Huss berufen.
Helmut Schmidt-Vogt veröffentlichte insgesamt 180 Beiträge in Fachzeitschriften. Daneben verfasste er ab den 1960er Jahren in gemeinschaftlicher Arbeit mit zahlreichen anderen Wissenschaftlern eine umfangreiche Fichten-Monographie, deren erster Band 1977 erschien. Der zweite Band in drei Teilbänden wurde zwischen 1986 und 1991 veröffentlicht. Die monumentale, insgesamt 2600 Seiten umfassende Darstellung, für die 14.000 Literaturfundstellen ausgewertet wurden, spiegelt die Bilanz des wissenschaftlichen Lebenswerkes ihres Hauptverfassers und ist seither das Standardwerk zum Thema Fichte.

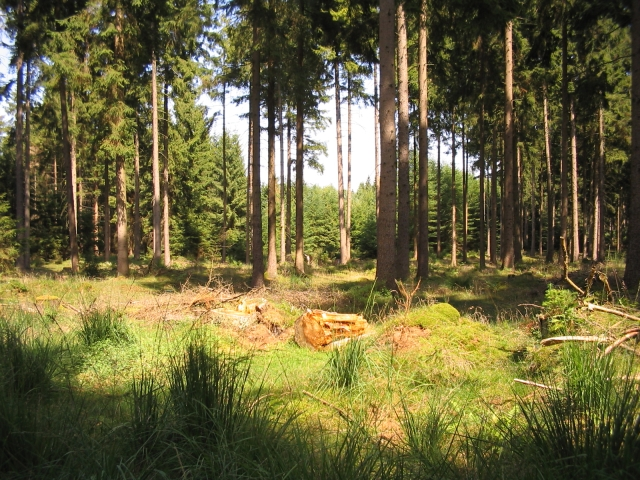
Helmut Schmidt-Vogt sprach sich für Alternativen zu einem Fichtenreinanbau aus.

Daneben veröffentlichte er 1991 die Abhandlung Naturnahe Fichtenwirtschaft. Dies war eine Reaktion auf die drastischen Wechselbäder der Wertschätzung, die diese Baumart nach heftigen Sturm- und Umweltkatastrophen vor allem im letzten Drittel des 20. Jahrhunderts erlebt hatte. Besonders in Naturschutz-, aber auch in forstlichen Kreisen war die Fichte dabei regelrecht verfemt und sogar öffentlich ihre „Ausrottung“ gefordert worden. Solch radikalen Zeitgeist-Rufen setzte Schmidt-Vogt sachliche Argumente entgegen, indem er klassische Fehler der Fichtenwirtschaft erläuterte und Lösungswege zur Vermeidung von Fichtenreinanbau und zur Umwandlung von Fichtenreinbeständen aufzeigte.
Schmidt-Vogt unternahm regelmäßig Forschungsreisen, vorrangig innerhalb des natürlichen Verbreitungsgebietes der Fichte. Die Reisen in die DDR, die Sowjetunion, Polen, Tschechoslowakei, Finnland, Schweden, Ungarn, Jugoslawien, Rumänien sowie Japan, Kanada und in die USA dienten jedoch auch dem persönlichen Kontakt und Austausch mit den dort forschenden Wissenschaftlern, worauf Schmidt-Vogt stets großen Wert legte. Deshalb holte er auch ausländische Wissenschaftler und Stipendiaten für Gegenbesuche und Gastaufenthalte nach Freiburg. Einen ehrenvollen Ruf auf den Lehrstuhl für Waldbau und Forsteinrichtung der Universität München lehnte er 1971 ab.
Für sein wissenschaftliches Wirken empfing Helmut Schmidt-Vogt zahlreiche Ehrungen, darunter die Ehrendoktorwürde der Universität Helsinki (1984). Die argentinische Universität Santiago del Estero würdigte ihn 1989 mit der Ehrenprofessur.
Im Ruhestand verfasste er die Untersuchung Musik und Wald (1996) und legte 2002 unter dem Titel Von Welten und Wäldern seine Lebenserinnerungen vor. Helmut Schmidt-Vogt wohnte in Merzhausen.

## Zitate
„Den Wald nur als Objekt der Forstwirtschaft und der Forstwissenschaft zu betrachten, heißt ihn seines größten Zaubers zu entkleiden. Es gehen von ihm Kräfte aus, die sich weder in ökonomischen Formeln noch in naturwissenschaftlichen Gesetzen ausdrücken lassen.“

„Ich glaube, dass die überwirtschaftlichen Leistungen des Waldes gegenüber den wirtschaftlichen Leistungen immer mehr in den Vordergrund treten und dass es notwendig ist, hier in der Forschung vorauszuarbeiten. Unter den überwirtschaftlichen Leistungen des Waldes dürfte in der Zukunft der Wasserfaktor mit an erster Stelle stehen.“

## Ehrungen
- 1976 – Berufung zum korrespondierenden Mitglied der Accademia Italiana die Scienze Forestali (Italienische Akademie der Forstwissenschaften in Florenz)
- 1976 – Auszeichnung mit der Medaille „Universitas Helsingiensis“ der Universität Helsinki
- 1979 – Medaille der Forstwissenschaftlichen Gesellschaft Finnlands
- 1982 – Medaille „Für Verdienste bei der Entwicklung der Forstwissenschaften“ des Instituts für Forstwissenschaften Eberswalde (verliehen während einer Informationsreise durch die DDR)
- 1984 – Ehrendoktorwürde der Universität Helsinki
- 1988 – Ernennung zum Ehrenmitglied der Accademia Italiana die Scienze Forestali (Florenz)
- 1989 – Ehrenprofessur der Universität Santiago del Estero (Argentinien)

## Schriften (Auswahl)
- Die Verzweigungstypen der Fichte und ihre Bedeutung für die forstliche Pflanzenzüchtung, Dissertationsschrift, München 1950
- Die Gütebeurteilung von Forstpflanzen. Die Entwicklung von Forstpflanzen in Abhängigkeit von Erbgut und Umwelt und die Möglichkeiten einer Gütebeurteilung, München 1961 (2., erweiterte Auflage unter dem Titel Wachstum und Qualität von Forstpflanzen. Die Entwicklung von Forstpflanzen in Abhängigkeit von Erbgut und Umwelt und die Möglichkeiten einer Gütebeurteilung, München u. a. 1966)
- als Bearbeiter und Herausgeber: Forstsamengewinnung und Pflanzenanzucht für das Hochgebirge. Festschrift aus Anlass des 50jährigen Bestehens der Bayerischen Staatlichen Samenklenge Laufen. Beiträge aus den Alpenländern Frankreich, Italien, Jugoslawien, Österreich, Schweiz und Bundesrepublik Deutschland, München, Basel und Wien 1964
- als Hauptverfasser: Die Fichte
  - Band 1: Taxonomie, Verbreitung, Morphologie, Ökologie, Waldgesellschaften, Hamburg 1977 (2., durchgesehene Auflage, Hamburg 1986, ISBN 3-490-09916-8)
  - Band 2, Teil 1: Wachstum, Züchtung, Boden, Umwelt, Holz, Hamburg 1986 (ISBN 3-490-08416-0)
  - Band 2, Teil 2: Krankheiten, Schäden, Fichtensterben, Hamburg 1989 (ISBN 3-490-09516-2)
  - Band 2, Teil 3: Waldbau – Ökosysteme – Urwald – Wirtschaftswald – Ernährung – Düngung – Ausblick, Hamburg 1991 (ISBN 3-490-09716-5)
- Naturnahe Fichtenwirtschaft. Der Waldbaum Fichte, Fehler der Fichtenwirtschaft, Umwandlung von Fichtenreinbeständen, Fichtenreinanbau vermeiden, artenreichen und naturnahen Mischwald anstreben, Beiträge zur Lebensqualität, Walderhaltung und Umweltschutz, Gesundheit, Wandern und Heimatpflege (Heft 31), Siegen 1991
- Musik und Wald, Rombach Wissenschaft. Reihe Ökologie (Band 3), Freiburg im Breisgau 1996 (ISBN 3-7930-9107-4)
- Von Welten und Wäldern. Erinnerungen 1918 bis 1999, Schriftenreihe Lebenserinnerungen (Band 52), Hamburg 2002 (ISBN 3-8300-0495-8)